# Kotaro Arima
Kotaro Arima (有馬 幸太郎 Arima Kotaro?), född 3 september 2000 i Ibaraki prefektur, är en japansk fotbollsspelare.
Arima började sin karriär 2019 i Kashima Antlers. 2020 flyttade han till Tochigi SC.